# Luca Ward
Luca Ward (ur. 31 lipca 1960 w Ostii) – włoski aktor telewizyjny, filmowy i głosowy.
Urodził się w Ostii jako syn Aleardo i Maresy Wardów. Miał brata Andreę i siostrę Monicę.
Grał w teatrze na scenie w przedstawieniach takich jak Ballata per Tommaso, La fiaccola sotto il moggio, La valigia, La giovine Italia, My Fair Lady, Tutti insieme appassionatamente i Mamma Mia!. Dubbingował takich aktorów jak: Pierce Brosnan, Samuel L. Jackson, Russell Crowe, Keanu Reeves, Antonio Banderas, Hugh Grant, Gerard Butler, Kevin Bacon, Dennis Quaid czy Kevin Costner.
W latach 1983–2004 był żonaty z Claudią Razzi, z którą ma córkę Guendalinę (ur. 1982). W 2013 poślubił Giadę Desideries. Mają dwoje dzieci: Lupę i Lunę.

## Wybrana filmografia

### filmy fabularne
- 1984: Chewingum jako Luca
- 2000: Biblia. Apokalipsa świętego Jana (TV) jako Eracle
- 2004: Dentro la città jako agent Dario Lattanzi
- 2005: Dalla parte giusta jako Giorgio
- 2005: Karol. Człowiek, który został papieżem (TV) jako Karol Wojtyła (głos)
- 2007: Ali Baba i czterdziestu rozbójników (Ali Baba et les 40 voleurs, TV) jako Mustafa
- 2007: Gwiazda królów (La Stella dei re, TV) jako Baltazar
- 2007: 7 km da Gerusalemme (TV) jako Alessandro Forte
- 2008: Animanera jako komisarz Masciandaro
- 2008: Wybacz, ale będę ci mówiła skarbie jako Tony Costa
- 2010: Piazza Giochi jako Luciano Coscarello
- 2010: Amigo – Bei Ankunft Tod (TV) jako Renzo Esposito
- 2015: Le leggi del desiderio jako Paolo Rubens

### seriale TV
- 2002: Don Matteo jako Alberto Mei
- 2003: Elisa z Rivombrosy jako Ottavio Ranieri
- 2005: Elisa z Rivombrosy jako Ottavio Ranieri
- 2005: Pompeje (Pompei, ieri, oggi, domani) jako Caio
- 2013: Komisarz Rex jako Paolo Miano
- 2016: Braccialetti rossi jako generał Leone Campo
- 2012-2018: Trzy róże Ewy (Le Tre rose di Eva) jako Ruggero Camerana
- 2016-2017: Un posto al sole jako Matteo Serra